# اسکانک ورکس

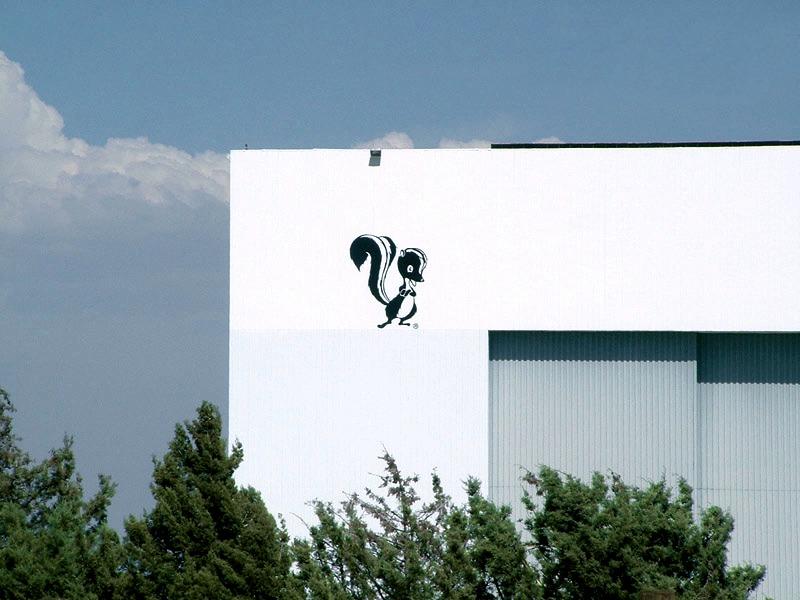
آرم Skunk Works همان‌طور که در یکی از آشیانه‌های لاکهید مارتین دیده می‌شود.

اسکانک ورکس (به انگلیسی: Skunk Works) نام مستعار رسمی برای برنامه‌های توسعه پیشرفته لاکهید مارتین (ADP) است که مسئولیت طراحی تعدادی از هواپیماها که در نیروهای هوایی چندین کشور استفاده می‌شود را برعهده داشت از جمله U-2، Lockheed SR-71 Blackbird، Lockheed F-117 Nighthawk، Lockheed Martin F-22 Raptor و Lockheed Martin F-35 Lightning II. نام آن از کارخانه Moonshine در داستان مصور Li'l Abner گرفته شده‌است. عبارت اسکانک ورکس به‌طور گسترده در زمینه‌های تجاری، مهندسی و فنی برای توصیف یک گروه در یک سازمان با درجه بالایی از استقلال و بدون موانع بوروکراتیک و با وظیفه‌ی کار در پروژه‌های پیشرفته یا مخفی، استفاده می‌شود.

## تاریخچه
مشاهدات متناقضی در مورد منشأ Skunk Works وجود دارد.بن ریچ و کلی جانسون منشأ آن را ژوئن سال ۱۹۴۳ در بوربانک، کالیفرنیا معرفی کردند. داستان رسمی Lockheed Skunk Works به شرح زیر است:

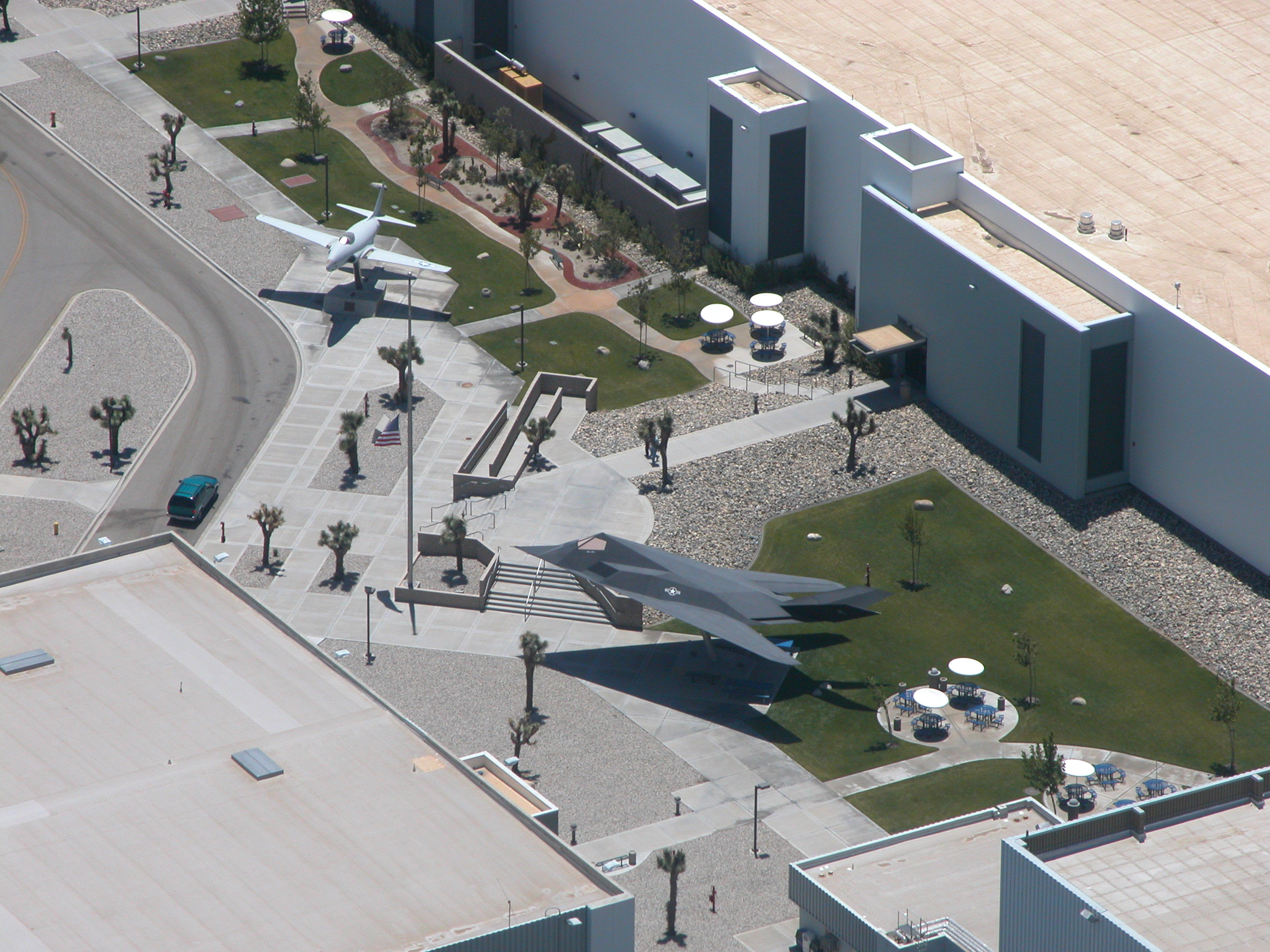
میدان ورودی Skunk Works در پالمدال، کالیفرنیا

فرماندهی سرویس تاکتیکی هوایی (ATSC) نیروی هوایی ارتش برای بیان نیاز خود به یک جنگنده جت با شرکت هواپیمایی لاکهید دیدار کرد. تهدید جت آلمانی که به سرعت در حال رشد بود، به لاکهید فرصتی داد تا یک بدنه هواپیما پیرامون قدرتمندترین موتور جت که نیروهای متفقین به آن دسترسی داشتند، توسعه دهد؛ British Goblin. لاکهید به دلیل علاقه قبلی به توسعه جت و قراردادهای قبلی خود با نیروی هوایی برای توسعه جت انتخاب شد. یک ماه پس از جلسه ATSC و لاکهید، مهندس جوان کلارنس. ال «کلی» جانسون و سایر مهندسین دانشیار، پیشنهاد اولیه XP-80 را به ATSC تحویل دادند. دو روز بعد، دستور شروع کار به لاکهید داده شد تا شروع به توسعه کند و Skunk Works متولد شد که کلی جانسون در راس آن بود. قرارداد رسمی XP-80 تا ۱۶ اکتبر ۱۹۴۳ به لاکهید نرسید یعنی حدود چهار ماه بعد از شروع به کار که ثابت می‌کند این، یک عمل متداول در Skunk Works است. بسیاری از مواقع مشتری با یک درخواست به Skunk Works می‌آید و بدون قرارداد رسمی، پروژه شروع می‌شود و هیچ روند تسلیم رسمی هم صورت نمی‌گیرد. کلی جانسون و تیم XP-80، Skunk Works را تنها در ۱۴۳ روز طراحی کردند و ساختند، هفت روز کمتر از آنچه لازم بود.